# Dejrø
Dejrø ist eine kleine unbewohnte dänische Insel vor der Hauptstadt von Ærø Ærøskøbing. Sie wurde früher als Sommerweide für Kühe und Schafe genutzt. Herzog Christian nutzte sie auch zur Kaninchenjagd. Die Praxis wurde über viele Jahrzehnte beibehalten, bis eine Sturmflut die Insel überschwemmte und die Population vernichtete. Mit einer Ausnahmegenehmigung wurden später wieder Kaninchen ausgesetzt.

## Geschichte
Dejrø war ein Teil des Herzogtums Schleswig-Holstein-Sonderborg-Ærø, als der erste und letzte regierende Herzog es seiner Frau Katharina Griebels schenkt, um sie nach seinem Tod versorgt zu wissen. Katharina Griebels heiratete nach dem Tod des Herzogs den Kaufmann Peder Pilegaard. Die Insel blieb bis 1750 in Besitz der Familie bis König Friedrich V. die Insel Ærø kaufte. Die Insel gehört zur Kirchspielsgemeinde (dän.: Sogn) Ærøskøbing Sogn in der Harde Ærø Herred, die bis zum Wiener Frieden zum Nordborg Amt gehörte, nach der Abtretung Ærøs ans Königreich Dänemark 1864 zum Svendborg Amt. Nach der Abschaffung der Hardenstruktur mit der dänischen Kommunalreform von 1970 gehörten Insel und Sogn zur Ærøskøbing Kommune im damaligen Fyns Amt. die bereits ein Jahr vor der nächsten dänischen Kommunalreform 2007 mit der Marstal Kommune zur  Ærø Kommune vereinigt wurde, die seit 2007 zur Region Syddanmark gehört.

## Hinweis
In der Nähe liegt die ähnliche klingende Insel Drejø. Diese Insel ist größer und bewohnt.